# Instituto de Informática da UFRGS

Logo do INF-UFRGS

O Instituto de Informática da UFRGS (INF-UFRGS) é uma das unidades acadêmicas da Universidade Federal do Rio Grande do Sul. Ministra programas de ensino, pesquisa e extensão voltados à area de computação, software, microeletrônica e diversas subáreas. O INF foi fundado em 1989, sendo uma das mais jovens unidades acadêmicas da UFRGS, e atualmente oferece dois cursos de graduação, três programas de pós-graduação e ocasionalmente cursos de especialização.

## História
O primeiro computador que veio para a UFRGS era um IBM 1130. Para operá-lo e mantê-lo, foi criado durante a década de 1960 o Centro de Processamento de Dados (CPD-UFRGS). A equipe do CPD era composta por estudantes, que recebiam treinamento da própria IBM para aprender a usar o computador. Ao se graduarem, alguns destes estudantes seguiram para programas de mestrado em outras universidades, retornando à UFRGS após terem se formado. Estes estudantes, somados a um grupo de pesquisadores de instrumentação eletrônica do Instituto de Física, fundaram o Curso de Pós-Graduação em Ciência da Computação em 1972, na época vinculado ao CPD. Este programa existe até hoje, com o nome de PPGC (Programa de Pós-Graduação em Computação).
No ano seguinte o então CPGCC já havia recebido sua primeira turma. Em 1974, O CPGCC organizou o primeiro Seminário Integrado de Software e Hardware (SEMISH), um evento de abrangência nacional. Dali a poucos anos, o SEMISH foi absorvido pela Sociedade Brasileira de Computação, sendo hoje chamado de "Congresso da SBC". Em 1975, se formaram os primeiros mestres em computação da UFRGS.
Durante as décadas de 1970 e 1980, começaram a surgir pelo Brasil diversas empresas de computação, fruto da política protecionista do Regime Militar. No Rio Grande do Sul, a principal delas era a Edisa. A Edisa contratou diversos alunos de computação da UFRGS enquanto esteve em atividade.
Em 1989, o CPD foi dividido; a equipe técnica, que fazia manutenção nos computadores da universidade, foi mantida como CPD; já para a equipe de docência foi criado o Instituto de Informática como é conhecido hoje. Concentrariam-se no INF as atividades de ensino e pesquisa relacionadas à informática. Ao mesmo tempo, CPGCC passou a oferecer formação de nível doutorado também. Dois anos depois disso, optou-se por transferir a sede do INF, que era nos prédios da Escola de Engenharia, para o Campus do Vale, onde é até hoje.

## Ensino
O Instituto de Informática da UFRGS hoje oferece dois cursos de graduação: ciência da computação e engenharia da computação. Em 2021, o curso de ciência da computação havia pontuado conceito ENADE 5, que é o máximo. Em 2019, o curso de engenharia de computação havia pontuado 4. O INF também dispõe de três programas de pós-graduação:
- Programa de Pós-Graduação em Computação (PPGC). Sucessor do primeiro programa de mestrado, o CPGCC. Estudantes da área de engenharia de computação, sistemas de computação, sistemas de informação, inteligência artificial, e informática teórica podem concorrer a uma vaga no PPGC. O PPGC obteve conceito CAPES 7, que é o máximo.
- Programa de Pós-Graduação em Microeletrônica (PGMicro). Criado em 2002, o programa obteve conceito CAPES 5.
- Programa de Pós-Graduação Informática em Educação (PGIE). Programa interdisciplinar que visa à integração das tecnologias de informação e a educação. Também obteve conceito CAPES 7.

### Série de livros didáticos
No final da década de 1990 o INF já ministrava o curso de graduação em ciência da computação, e muitas outras universidades Brasil afora estavam começando a oferecer cursos da área de computação. No entanto, àquela época havia uma forte carência de professores qualificados para ministrar as aulas. O que acontecia era que os professores tinham que dar aulas de diversas disciplinas diferentes ao mesmo tempo. Esse foi um dos motivos para que o INF começasse a lançar livros didáticos que sustentassem as disciplinas destes cursos. Os primeiros, Fundamentos da Matemática Intervalar (Charles Höher, Carlos Hölbig e Tiarajú Diverio) e Programando em Pascal XSC (Paulo de Oliveira, Tiarajú Diverio e Dalcidio Claudio), foram lançados em 1997.
O amplo sucesso destes primeiros títulos inspirou os professores do INF a lançarem mais livros nos anos seguintes, e muitos deles foram adotados como livros base para as disciplinas em diversas universidades do Brasil. A Série de Livros Didáticos do INF-UFRGS assumiu o compromisso de entregar livros breves o suficiente para que pudessem servir de sustentação para uma disciplina de curso de graduação, mas ao mesmo tempo mantendo o padrão de qualidade. A partir de 2001, o INF começou a publicar obras escritas por professores de fora de sua comunidade docente, por entender que o escopo e o nível de qualidade eram compatíveis.
As publicações cessaram em 2006, tendo então somado 24 títulos no total. Até 2010, cerca de cem mil exemplares da coleção haviam sido impressos.

## Pesquisa
O Instituto de Informática mantém diversos grupos de pesquisa sobre temas relacionados à computação teórica e suas aplicações práticas:
- Bioinformática
- Computação gráfica e processamento de imagens
- Circuitos integrados
- Projeto de circuitos e sistemas integrados
- Fundamentos da computação e métodos formais
- Inteligência artificial
- Processamento paralelo e distribuído
- Redes de computadores
- Robótica inteligente e visão artificial
- Sistemas de computação para exploração e produção de petróleo
- Sistemas embarcados
- Telessaúde

O INF também publica periodicamente volumes da Revista de Informática Teórica e Aplicada, que compila textos relacionados a todas as áreas da informática.